# Classe Medusa
La classe Medusa est une classe de 8 sous-marins construits pour la Regia Marina (la Marine royale italienne), conçus par l'ingénieur naval Cesare Laurenti, en remplacement de la classe Foca précédente (qui était encore équipée d'un moteur à essence). Comme les classes précédentes, ces unités étaient également équipées d'une double coque résistante, car elles n'étaient pas tenues d'avoir une grande profondeur opérationnelle. Cette classe a fonctionné pendant les deux premières années de la Première Guerre mondiale.

## Généralités de la classe
Ces sous-marins de la classe Medusa représentent la première expérience de production en série de sous-marins pour la marine italienne par les chantiers navals nationaux. Leur construction, avec le conseil de la Regia Marina par le Major Cesare Laurenti, a été confiée en 1910 à Fiat-San Giorgio de La Spezia. San Giorgio de La Spezia, qui a passé la sous-traitance aux chantiers Cantieri Orlando de Livourne et à Cantieri Navali Riuniti de Gênes, une succursale de Muggiano, pour quatre d'entre elles.
Le projet s'est avéré si valable que même les marines étrangères comme la Grande-Bretagne, la Russie et le Portugal ont commandé des unités similaires.
Les moteurs diesel ont été adoptés pour la première fois sur ces sous-marins, mais ils ont nécessité des essais préliminaires longs et laborieux, pleins d'accidents, ce qui a entraîné un retard considérable dans la livraison des unités à la Marine.
La structure de la coque de ces sous-marins était du type à double coque, avec les ossatures entre les deux tôles, toutes deux capables de supporter la pression extérieure. Comme dans la classe "Glauco". La coque extérieure a été profilée afin de donner au sous-marin de bonnes qualités nautiques en surface ; les doubles fonds, les réservoirs de flottabilité, les dépôts de carburant et les réservoirs de compensation ont tous été obtenus dans l'espace creux entre les deux coques.
Ces sous-marins se sont avérés posséder d'excellentes caractéristiques pour la navigation en immersion ; leur manœuvrabilité et leur stabilité en altitude étaient particulièrement excellentes.
Avec ces sous-marins, la période expérimentale s'est terminée pour la Regia Marina, et avec les constructions ultérieures, elle a commencé à avoir à sa disposition des unités qui pouvaient être utilisées dans la guerre.

## Caractéristiques
La classe Medusa déplaçait 250 tonnes en surface et 305 tonnes en immersion. Les sous-marins mesuraient 45,15 mètres de long, avaient une largeur de 4,2 mètres et un tirant d'eau de 3 mètres. Ils avaient une profondeur de plongée opérationnelle de 40 mètres. Leur équipage comptait 2 officiers et 19 sous-officiers et marins.
Pour la navigation de surface, les sous-marins étaient propulsés par deux moteurs diesel FIAT de 325 chevaux-vapeur (cv) (239 kW) chacun  entraînant deux arbres d'hélices. En immersion, chaque hélice était entraînée par un moteur électrique  Savigliano de 150 chevaux-vapeur (110 kW). Ils pouvaient atteindre 12,5 nœuds (23,1 km/h) en surface et 8,2 nœuds (15,1 km/h) sous l'eau. En surface, la classe Medusa avait une autonomie de 1 200 milles nautiques (2 222 km) à 8 nœuds (14,8 km/h); en immersion, elle avait une autonomie de 54 milles nautiques (100 km) à 6 nœuds (11,1 km/h).
Les sous-marins étaient armés de deux tubes lance-torpilles à l'avant de 45 centimètres, pour lesquels ils transportaient un total de 4 torpilles.

## Unités
| Regia Marina - Classe Medusa | Regia Marina - Classe Medusa  | Regia Marina - Classe Medusa | Regia Marina - Classe Medusa | Regia Marina - Classe Medusa | Regia Marina - Classe Medusa                                              |
| Sous-marin                   | Chantier                      | Début de construction        | Lancement                    | Entrée en service            | Destination finale                                                        |
| ---------------------------- | ----------------------------- | ---------------------------- | ---------------------------- | ---------------------------- | ------------------------------------------------------------------------- |
| Medusa                       | FIAT-San Giorgio (La Spezia)  | 25 mai 1910                  | 30 juillet 1911              | 1er juin 1912                | Torpillé et coulé par le sous-marin austro-hongrois U 11 le 10 juin 1915. |
| Velella                      | FIAT-San Giorgio (La Spezia)  | 6 juin 1910                  | 25 mai 1911                  | 10 juillet 1912              | Radié le 26 septembre 1918 et démoli.                                     |
| Argo                         | FIAT-San Giorgio (La Spezia)  | 26 septembre 1910            | 14 janvier 1912              | 6 septembre 1912             | Radié le 26 septembre 1918 et démoli.                                     |
| Salpa                        | C.N.R. (Muggiano (La Spezia)) | 25 août 1910                 | 14 mai 1912                  | 10 septembre 1912            | Radié le 26 septembre 1918 et démoli.                                     |
| Fisalia                      | Orlando (Livourne)            | 3 octobre 1910               | 25 février 1912              | 13 septembre 1912            | Radié le 26 septembre 1918 et démoli.                                     |
| Jantina                      | C.N.R. (Muggiano, La Spezia)  | 18 août 1910                 | 20 novembre 1912             | 14 mai 1913                  | Radié le 26 septembre 1918 et démoli.                                     |
| Zoea                         | Orlando (Livourne)            | 18 octobre 1910              | 2 mars 1913                  | 10 juillet 1913              | Radié le 26 septembre 1918 et démoli.                                     |
| Jalea                        | FIAT-San Giorgio (La Spezia)  | 10 mars 1911                 | 3 août 1913                  | 1er septembre 1913           | Touché par une mine le 17 août 1915.                                      |

### Medusa
Déployé à Venise au début de la Première Guerre mondiale, le Medusa a été torpillé et coulé par le sous-marin allemand UB 15, battant pavillon autrichien et commandé par l'Oberleutnant zur See (sous-lieutenant) Heino von Heimburg, le 10 juin 1915, alors qu'il revenait d'une mission offensive le long des côtes istriennes. Quinze membres d'équipage sont morts et six ont été retrouvés. Le 19 août 1956, il a été renfloué et mis au rebut.

### Velella
Le Velella a été posé au chantier naval Fiat San Giorgio le 5 juin 1910, lancé le 25 mai 1911 et livré le 10 juillet 1912. Pendant la guerre, il était stationné à la base de Tarente, d'où il a effectué 73 missions dans la basse mer Adriatique sans couler. Le 16 octobre 1917, il a été retiré du service et mis au rebut.

### Argo
Installé dans le chantier naval Fiat San Giorgio le 26 septembre 1910, il a été lancé le 14 janvier 1912 et livré le 6 septembre 1912.
Basé à Venise, le Argo a effectué de nombreuses missions dans le nord de l'Adriatique sous le commandement du lieutenant de vaisseau G. Del Greco puis du lieutenant de vaisseau M. Falangola, sans couler. Désarmé en décembre 1916, il a été radié le 1er septembre 1919.

### Salpa
Le Salpa (genre de tunicier pélagique, le Salpidae) Installé au chantier naval Fiat San Giorgio le 25 août 1910, il a été lancé le 14 mai 1912 et livré le 10 septembre 1912. Il est envoyé à Venise en août 1914, où il mène une intense activité offensive. Le 2 août 1915, sous le commandement du lieutenant de vaisseau U. Perriconi, alors qu'il se préparait à torpiller le sous-marin Pullino qui s'était échoué près de l'île de Gagliola (aujourd'hui Galijola), il intercepte le destroyer autrichien Magnet (477 t) et le frappe avec une torpille à l'arrière. Le destroyer a été récupéré grâce à sa proximité du port de Pula. Il a été mis hors service en février 1917 après avoir accompli 55 missions, et a été radié définitivement le 26 septembre 1918.

### Fisalia
Le Fisalia (une méduse, également connue sous le nom de Caravelle portugaise) est sous-traitée aux Cantieri Orlando de Livourne, qui l'aménagent le 3 octobre 1910. Il a été lancé le 25 février 1912 et livré le 13 septembre 1913. Pendant la Première Guerre mondiale, il a été employé dans de nombreuses missions dans le nord de l'Adriatique, basé à Venise, sans couler. Il a été radié le 26 septembre 1918.

### Jantina
Le Jantina (famille des gastéropodes pélagiques, les Janthinidae) a été déposé au chantier naval de Fiat San Giorgio le 18 août 1910, lancé le 20 novembre 1912 et livré le 14 mai 1913. Pendant la guerre, il n'a effectué que des missions défensives sans couler. Il a été désaffecté en décembre 1917.

### Zoea
Le Zoea (une larve pélagique de certains crustacés) a également été sous-traitée aux Cantieri Orlando de Livourne, qui l'ont mis en place le 18 octobre 1910. Il a été lancé le 2 mars 1913 et livré le 10 juillet 1913. Pendant la Première Guerre mondiale, il a été employé dans des missions défensives en Adriatique, d'abord basé à Venise puis à Ancône, sans couler. Il a été mis hors service le 10 décembre 1917.

### Jalea
Le Jalea (genre des gastéropodes marins à coquille Hyalaea) a été déposé au chantier naval de Fiat San Giorgio le 10 mars 1911, lancé le 3 août 1913 et livré le 1er septembre 1913.
Basé à Venise, il a effectué 7 missions pendant la guerre, puis, le 17 août 1915, il a coulé après avoir heurté une mine au large de la banc de Mula di Muggia, devant Grado. Un seul marin a été sauvé. Récupéré et mis au rebut en mars 1954.

## Source de la traduction
- (it) Cet article est partiellement ou en totalité issu de l’article de Wikipédia en italien intitulé « Classe Medusa » (voir la liste des auteurs).